# Gümüşköy, Germencik
Gümüşköy là một xã thuộc huyện Germencik, tỉnh Aydın, Thổ Nhĩ Kỳ. Dân số thời điểm năm 2010 là 201 người.